# Инверклайд
Инверклайд (англ. Inverclyde, гэльск. Inbhir Chluaidh, скотс Inerclyde) — один из 32 округов Шотландии.

## География
Граничит с округами Норт-Эршир на юге и Ренфрушир на востоке. На севере, на противоположном берегу залива Ферт-оф-Клайд, расположен округ Аргайл-энд-Бьют.

## Населенные пункты
- Гринок (Greenock)
- Гурок (Gourock)
- Инверкип (Inverkip)
- Порт-Глазго (Port Glasgow)

## Достопримечательности
- Озеро Лох-Том